# 우리는 제국군인
〈우리는 제국군인〉(우리는 帝國軍人)는 1943년 일제 치하 조선에서 태평레코드를 통해 발표된 노래이다. 김정의 작사, 김용환 작곡, 최창은 가창. 음반번호 5079. 군국가요로 간주된다.
1943년 2월 26일 《매일신보》는 "1944년부터 실시할 징병제를 앞두고 반도개병의 노래를 널리 모집"하는 것을 목적으로 상금 1천 5백 원을 걸고 "이천오백만이 창화할 반도개병의 노래"의 가사를 공모했다. 곡의 제목은 〈우리는 제국군인〉, 〈어머니의 기원〉으로 지정했고 평이한 언·한문 가사를 기준으로 삼았다. 같은 해 3월 20일 모집을 마감하였다. 선정된 〈우리는 제국군인〉 가사의 작사자 김정의는 1등상 1천 원을 받았고, 〈어머니의 기원〉의 작사자 神木景祚는 2등에 해당되었다. 두 노래는 이후 같은 음반에 담겨 출반되었다.
허부문은 가사를 두고 "마지막 줄의 주제로 몰아가는 기법뿐만 아니라 절마다 "제국의 군인이다"라고 끝맺는 기교도 휼륭하다"며 "1등 당선작"답다고 평했다. 작곡에 있어 두 곡은 일본 가요의 전형적 음계인 요나누키 장음계와 요나누키 단음계를 사용하였다.
같은 해 7월 1일 고이시카와 강담사 취입소에서 후지레코드 관현악단 반주와 이토 조스케(伊藤長助)의 지휘를 통해 취입되었다. 같은 해 8월 3일 《매일신보》는 경성 부민관에서 '반도개병가 발표회'를 총 3부로 구성하여 진행했으며, 〈우리는 제국군인〉은 제2부에서 〈대동아결전의 노래〉, 〈바다에 가면〉과 함께 불렸다. 그 다음날 당선작을 지면에 공고, 같은 해 9월에 정식으로 음반이 발매되었다.
가사를 작사한 김정의는 응모 당시 경성부 누하정(현 서울 종로구 누하동)에 살고 있었다는 것 외에 알려진 바가 없다. 광복 후 1948년 민족정경문화연구소에서 펴낸 《친일파군상》에는 본곡을 썼다는 이유로 김정의와 김용환의 이름을 거론한 바 있다.

## 가사

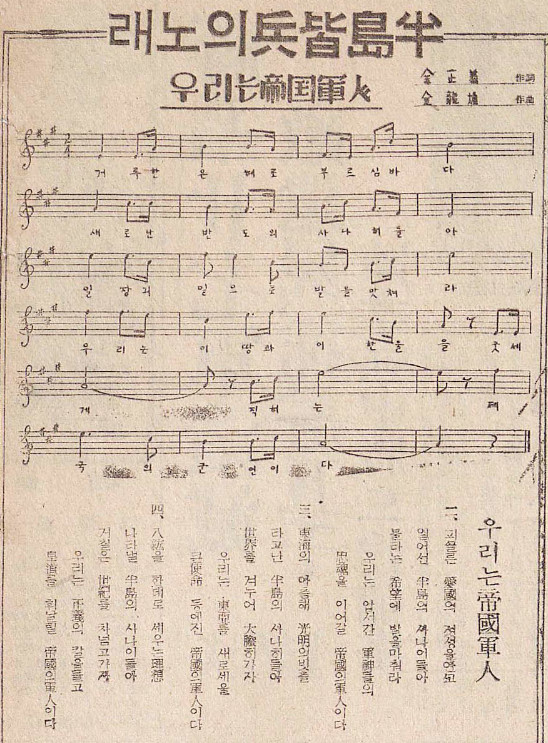

다음은 《매일신보》에 게재된 가사를 옮긴 것이다. 2, 4절은 음반에서 일본어로 고쳐 불렸다.
一, 거룩한 은혜로 부르심바다

새로난 반도의 사나히들아

일장긔 밑으로 발을맛쳐라

우리는 이땅과 이한울을

굿세게 직히는 제국의군인이다

二, 피끌른 애국의 정성을안고

일어선 반도의 사나이들아

불타는 희망에 발을마춰라

우리는 압서간 군신들의

충혼을 이어갈 제국의군인이다

三, 동해의 아츰해 광명의빗츨

타고난 반도의 사나히들아

세계를 겨누어 대담히가자

우리는 동아를 새로세울

큰사명 등에진 제국의군인이다

四, 팔굉을 한데로 세우는이상

나타낼 반도의 사나이들아

거칠은 세기를 차넘고가자

우리는 정의의 칼을들고

황도를 휘날릴 제국의군인이다